# Ad vitam æternam (album)
Pour les articles homonymes, voir Ad vitam æternam et Ad vitam.
Albums de Booba
Ultra
(2021)
Singles
1. Signé
Sortie : 16 juin 2023
2. Sport Billy
Sortie : 17 novembre 2023
3. 6G
Sortie : 2 février 2024
4. Saga
Sortie : 9 février 2024

Ad vitam æternam, stylisé Æ, est le onzième album studio du rappeur français Booba sorti le 9 février 2024.

## Genèse
En janvier 2024, plusieurs affiches énigmatiques apparaissent dans des stations de métro parisien. On peut deviner que cela concerne Booba car elles contiennent le logo Tallac Records, label fidèle de Booba depuis 2004. Cependant, aucune autre indication annonçait le retour de l'artiste. On peut juste y lire des phrases qui peuvent s'apparenter à des paroles de chansons.
Le 2 février 2024, après une annonce sur le réseau social X, Booba sort le single 6G dans lequel il fait brièvement allusion à un nouvel album. Quelques jours plus tard, dans l'après-midi du 5 février 2024, Booba annonce Ad vitam æternam pour le 9 février 2024 sur les réseaux sociaux, sans préciser la nature du projet, avec une cover qui fait référence à son premier album studio Temps mort. Le soir même, Booba confirme qu'il s'agit d'un nouvel album en répondant par un simple « Oui » à un tweet du média Le Parisien qui se posait la question. Il s'agit donc d'un album surprise annoncé 4 jours avant sa sortie. Le lendemain, le 6 février 2024, la liste des titres est dévoilée sur les réseaux sociaux. Elle contient les singles Signé, Sport Billy et 6G sortis précédemment, ainsi que 5 invités sur l'album : SDM, Gato Da Bato, Sicario, Usky, tous membres du label 92i de Booba et enfin Evil P.
Dans un premier temps, Booba ne confirme pas l'authenticité des titres et en dévoile une fausse pour troller qui contient des noms de chansons et de nombreux invités improbables. Le 7 février 2024, Booba annonce une version physique CD et un disque vinyle rouge de l'album uniquement disponible sur sa boutique en ligne, accompagné d'une collection thématique.
Le 9 février 2024, l'album est disponible sur toutes les plateformes de streaming. Le même jour à 16h, Booba dévoile le clip de Saga extrait de ce nouvel album. Cet album crée un dissensus sur son format d'apparition qui se situe entre un album studio et un EP. Composé de 10 morceaux et d'une durée totale de 28:33, il est trop court pour qu'il soit qualifié d'album studio classique mais trop long en termes de piste pour être un EP.

## Liste des titres
| 1.    | Rebel                    | Og's                             | 2:13 |
| 2.    | Saga                     | Wassil                           | 3:14 |
| 3.    | Dolce Camara (feat. SDM) | Tysko                            | 2:58 |
| 4.    | Sport Billy              | Yacine STT                       | 2:06 |
| 5.    | Signé                    | Denza                            | 3:01 |
| 6.    | 6G                       | Capotrck                         | 2:52 |
| 7.    | GM (feat. Evil P & Gato) | Yayaonthetrack                   | 3:28 |
| 8.    | Abidal (feat. Sicario)   | Parau, Fastoche, Tnero & DJ Easy | 2:56 |
| 9.    | Bénigni (feat. Usky)     | Jonathan Cagne, Rxl & Capotrck   | 2:54 |
| 10.   | CVBSP                    | Da Over                          | 2:51 |
| 28:33 |                          |                                  |      |

## Clips vidéos
- Signé : 16 juin 2023[3]
- Sport Billy : 17 novembre 2023[4]
- 6G : 2 février 2024[5]
- Saga : 9 février 2024

## Accueil critique et commercial

### Accueil critique
Dans sa critique de l'album Ad vitam æternam de Booba, Stéphanie Binet du journal Le Monde souligne que le rappeur, bien qu'au sommet de son art en termes de technique et de production, reste ancré dans des conflits et provocations qui semblent puérils. L'album mêle critiques acerbes et rimes acérées, tout en explorant divers styles musicaux, mais sans convaincre totalement. La journaliste écrit : « Booba est au sommet de son art, celui de la rime méchante, gore, d’une vacuité abyssale, d’un comique douteux mais terriblement efficace. ».
Olivier Cachin examine pour RFI, le retour de Booba avec son onzième album, notant que malgré les affirmations de retraite, le rappeur continue de provoquer et de défier ses cibles habituelles, allant des sportifs aux influenceurs. Cachin met en avant que l’album, bien que court avec ses 28 minutes, reste fidèle aux fondamentaux du rap de Booba, avec des punchlines incisives et une production moderne. Selon le journaliste « tous les fondamentaux sont au rendez-vous », et l'album montre un Booba qui « fonctionne mieux dans le conflit », exploitant sa réputation et son ego.

### Réception commerciale
En première semaine, l'album a enregistré 15 175 ventes, réparties en 781 ventes en téléchargement et 14 394 en streaming. Le projet a atteint la première place du Top Albums, surpassant les albums Chambre 140 de PLK et La Symphonie des éclairs de Zaho De Sagazan.

## Classements et certifications

### Classements
| Classement (2024)            | Meilleure position |
| ---------------------------- | ------------------ |
| Belgique (Wallonie Ultratop) | 1                  |
| Belgique (Flandre Ultratop)  | 137                |
| France (SNEP)                | 1                  |
| Suisse (Schweizer Hitparade) | 3                  |

### Certifications et ventes
| Région | Certification | Ventes/Streams |
| ------ | ------------- | -------------- |
| France | Platine       | 100 000        |

## Titres certifiés en France
- Dolce Camara (feat. SDM)  Diamant[14]
- Saga  Platine[15]
- Signé  Or[16]
- 6G  Or[16]